# Дирфилд (Канзас)
Дирфилд (енгл. Deerfield) град је у америчкој савезној држави Канзас.

## Демографија
По попису из 2010. године број становника је 700, што је 184 (-20,8%) становника мање него 2000. године.
| Група             | 2000.       | 2010.       |
| Белци             | 416 (47,1%) | 341 (48,7%) |
| Афроамериканци    | 3 (0,3%)    | 8 (1,1%)    |
| Азијати           | 0 (0,0%)    | 2 (0,3%)    |
| Хиспаноамериканци | 456 (51,6%) | 341 (48,7%) |
| Укупно            | 884         | 700         |